# شهرستان اوکتیابرسکی (استان ولگوگراد)
شهرستان اوکتیابرسکی (به لاتین: Oktyabrsky District) یک شهرستان در روسیه است که در استان ولگوگراد واقع شده‌است.